# Rocca di Altit
La Rocca di Altit  (Urdu: قلعہ التیت) è un antico edificio fortificato nella Valle dello Hunza nei Gilgit-Baltistan in Pakistan. Era una delle residenze dei signori del luogo, i principi dello Hunza, che assumevano il titolo di Mir. La torre Shikari ha circa 1100 anni ed è l'edificio più antico del Gilgit-Baltistan. Oggi in rovina, il suo recupero è finanziato dall'Aga Khan Trust for Culture Projects.

## Storia
In origine ospitava i sovrani ereditari dello stato dello Hunza che portavano il titolo di Mir, anche se tre secoli dopo si trasferirono nella fortezza di Baltit un po' più recente e nelle vicinanze.